# Maynard Ferguson
Pour les articles homonymes, voir Ferguson.

Walter (Maynard) Ferguson, né le 4 mai 1928 à Verdun dans la province de Québec, mort le 23 août 2006 à Ventura (Californie) , était un trompettiste, tromboniste et chef d'orchestre de jazz canadien. Maynard Ferguson est parfois appelé « The Fox» ou The « Admiral ». Il est essentiellement connu pour ses capacités dans le registre suraigu de la trompette.
Si Maynard Ferguson jouait surtout de la trompette et du trombone, on a pu l'entendre sur des disques comme chanteur ou sur de nombreux autres instruments (bugle, euphonium, cor d'harmonie, saxophone…).

## Biographie

### Jeunesse et formation
Maynard Ferguson est le fils de Perry Ferguson, un directeur d'un établissement d'enseignement secondaire à Aberdeen, et d'Olive Ferguson, une institutrice et ancienne violoniste de l'orchestre symphonique d'Ottawa. Maynard Ferguson commence l'étude du piano et du violon à l'âge de 4 ans. À l'âge de neuf ans il est accepté au Conservatoire de musique de Montréal où il étudie la trompette, le trombone à piston et le cor d'harmonie. À ses quinze ans il quitte ses études secondaires pour entamer une carrière de musicien, il commence à jouer dans l'orchestre de danse, les Victory Serenaders, dirigé par son frère Percy Ferguson aux côtés du pianiste Oscar Peterson, puis il prend la direction de l'orchestre de son frère. En 1948, il part s'installer aux États-Unis, il y fait ses débuts  dans le big-band de Boyd Raeburn, puis il joue dans le big-band de Jimmy Dorsey puis celui de Charlie Barnet,.

### Carrière musicale

#### Les années 1950-60
De 1950 à 1953, il fait partie du big band de Stan Kenton dont il est un des principaux solistes. Le leader exploite en effet au maximum les prouesses dans le suraigu de Ferguson. En section, Ferguson est utilisé comme « screamer » (Buddy Childers étant à l'époque « lead trumpet » de l'orchestre). Mais c'est surtout en soliste que Ferguson peut faire montre de ses capacités techniques, de sa virtuosité. Des arrangements et compositions sont écrits d'ailleurs spécialement pour le mettre en vedette : Maynard Ferguson, Hot Canary, What's new, Invention for guitar and trumpet… De 1950 à 1952, Maynard Ferguson est élu « Meilleur trompettiste de l'année » par les lecteurs de la revue Down Beat,.
Lorsqu'il quitte l'orchestre de Kenton, Ferguson est engagé comme « staff musician » par la Paramount Records. Il participe à l'enregistrement de 46 musiques de films (Les Dix Commandements, L'Équipée sauvage…). Il est, par ailleurs, le soliste lors de la création de Titans (alias Symphonie no 2 en Ut) de Bill Russo par le New York Philharmonic Orchestra sous la direction de Leonard Bernstein,. Maynard Ferguson, s'estimant sous-employé, rompt son contrat avec la Paramount. Il devient alors musicien « free lance ».
En 1956 à 1967, il dirige un big band le Birdland Dream band (où on peut entendre Al Cohn, Herb Geller, Budd Johnson, Ernie Wilkins, Jimmy Cleveland, Hank Jones, Jaki Byard, Chick Corea, Joe Zawinul, Wayne Shorter, Don Ellis sur des arrangements de Don Sebesky and Slide Hampton.) qui se produit régulièrement au club de jazz Birdland situé dans la  Broadway Avenue à Manhattan
En 1968, Maynard Ferguson arrête un temps la musique pour s'installer en Inde où il suit l'enseignement de Jiddu Krishnamurti, mais aussi du gourou Sathya Sai Baba,. Il fréquente aussi assez assidûment Timothy Leary et expérimente le LSD.

#### Les années 1970-80

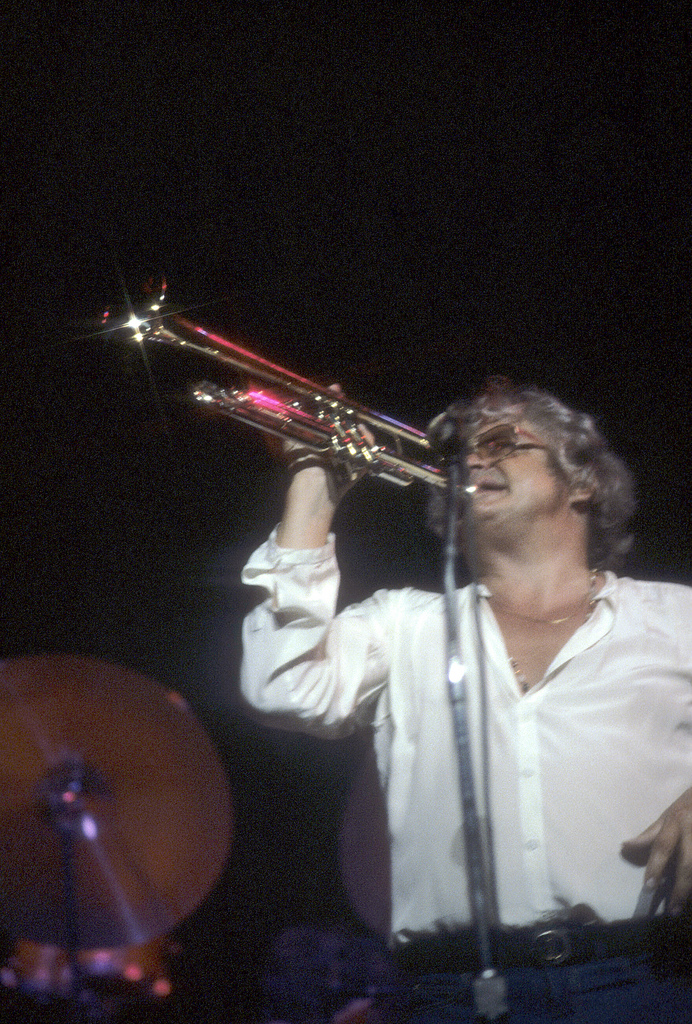
Maynard Ferguson, San Francisco, circa 1978

En 1969, il s'installe en Angleterre où il forme un nouveau big band dont le répertoire est  orienté « pop » et « rock ». Il enregistre pour le label Columbia Records-CBS Records. Le succès est vite au rendez-vous et les tubes s'enchaînent : reprises de MacArthur Park, Hey Jude, Bridge over trouble waters…
Maynard Ferguson regagne les États-Unis où il continue dans le même registre. Ses enregistrements sont surtout composés de reprises de tubes « pops » ou de musiques de films, de versions « big band » de morceaux de jazz-rock et de compositions spécialement écrites pour que le leader puisse y étaler sa virtuosité. En 1977, sa version de Gonna fly now, thème titre du film Rocky, est classée au Top 10 des 45 t. Conquistador, l'album 33 t, qui contient ce titre devient « disque d'or » et est nommé pour un Grammy Award en 1978 (meilleur album instrumental),.
En 1982, Maynard quitte le label CBS - Columbia et revient à un style de jazz plus conventionnel.
Puis, vers le milieu des années 1980, il dirige une petite formation de jazz fusion appelée High Voltage.

#### Les dernières années

Maynard Ferguson et Bip Bop Nouveau, circa 2000

Au début des années 1990, Maynard Ferguson renoue avec le style du big band classique en formant un nouveau groupe appelé Big Bop Nouveau. Cet ensemble est essentiellement composé de jeunes musiciens et se produit surtout sur le « circuit » des universités et  des « high schools ». Malgré un âge avancé, Maynard Ferguson était jusqu'à sa mort encore très actif.

### Vie personnelle
Le 23 août 2006, il décède dans un hôpital de Ventura, en Californie, aux États-Unis victime d'une insuffisance hépatique et rénale ayant découlé d'une infection abdominale à l'âge de 78 ans.
Il est incinéré et ses cendres sont remises à sa famille et des proches.

## Instruments
Plusieurs facteurs d'instruments ont produit des modèles « signés » par Maynard Ferguson.
La marque Holton a commercialisé la ligne de trompettes MF Horns et Admiral Horns. Sur un concept de Ferguson, elle a produit, dans les années 1970, deux instruments : le Superbone (en) (un trombone à la fois à coulisse et à pistons) et la Firebird (trumpet) (en) (une trompette coudée munie à la fois de trois pistons et d'une coulisse).
Plus récemment, Maynard Ferguson avait « signé » plusieurs types d'embouchure pour trompette, la MF Prana, pour la marque Monette,.
Enfin, la firme Jet Tone vend des embouchures Maynard Ferguson.

## Prix et distinctions
- 1992 : inscription au Down Beat Jazz Hall of Fame (nds)[19]
- 2004 :  récipiendaire de la médaille de l'Ordre du Canada (plus haute distinction civile de Canada)[20],

## Discographie

### En tant que leader
- 1954 : Maynard Ferguson's Hollywood Party (EmArcy)[21]
- 1954 : Jam Session featuring Maynard Ferguson (EmArcy)
- 1954 : Jam Session (EmArcy) – avec Clifford Brown & Clark Terry
- 1954-55 : Dimensions , EmArcy (MG 36044)[22]
- 1955 : Maynard Ferguson Octet  EmArcy (MG 36021)[23]
- 1955 : Jam Session Featuring Maynard Ferguson;  Emarcy (MG-36009)[24]
- 1955-56 - Around the Horn with Maynard Ferguson ; EmArcy  (MG 36076)[25]
- 1957 : Boy with Lots of Brass (EmArcy)
- 1958 : A Message from Newport (Roulette)
- 1958 - Swingin' My Way Through College (Roulette)
- 1959 - A Message from Birdland (Roulette)
- 1959 - Maynard Ferguson Plays Jazz for Dancing (Roulette)
- 1960 - Newport Suite (Roulette)
- 1960 : Let's Face the Music and Dance (Roulette)
- 1960 - Maynard '61 (Roulette)[26]
- 1960 : Double Exposure - avec Chris Connor (Roulette)
- 1961 : Let's Face the Music and Dance (Roulette)
- 1961 - "Straightaway" Jazz Themes (Roulette)
- 1961 - Two's Company - with Chris Connor (Roulette)
- 1962 : Maynard '62 (Roulette)
- 1962 : Si! Si! M.F. (Roulette)
- 1962 - Message from Maynard (Roulette)
- 1963 - Maynard '63 (Roulette)
- 1963 - Maynard '64 (Roulette)
- 1964 : The New Sounds of Maynard Ferguson ; Cameo (C-1046)[27]
- 1964 : Come Blow Your Horn, Cameo (SC-1066)[28]
- 1964 : Color Him Wild , Mainstream Records (56031) Réédité comme Dues[29]
- 1964 - The Blues Roar (Mainstream) - Réédité comme Screamin' Blues
- 1965 - The Maynard Ferguson Sextet (Mainstream) – Réédité comme Six By Six et comme Magnitude avec des titres bonus[30]
- 1966 - Ridin' High (Enterprise)
- 1968 - Trumpet Rhapsody (MPS) – Réédité comme Maynard Ferguson 1969
- 1969 - The Ballad Style of Maynard Ferguson
- 1970 - M.F. Horn (aussi sorti comme The World of Maynard Ferguson)
- 1971 - Maynard Ferguson (aussi sorti comme Alive and Well in London)
- 1972 - La Prima Notte Di Quite Movie Soundtrack Album
- 1972 - M.F. Horn Two
- 1973 - M.F. Horn 3
- 1974 - M.F. Horn 4&5: Live At Jimmy's
- 1974 - Chameleon[31]
- 1976 - Primal Scream
- 1976 : Stratospheric, Mercury (EMS-2-406)[32]
- 1977 : Montreux Summit Vol 1
- 1977 : Montreux Summit Vol 2
- 1977 : Conquistador
- 1977 : New Vintage
- 1978 : Carnival
- 1979 : Uncle Joe Shannon
- 1979 : Hot
- 1980 - It's My Time
- 1982 : Hollywood
- 1982 : Maynard Ferguson conducts the Birdland Dreamband vol 1 & 2 (Rca PM 43841 référence 2 X RC 230 )
- 1983 : Storm, Avenue Jazz (R2 71705)[33]
- 1983 : Conquistador ; Columbia (CK 63557)[34]
- 1984 - Live from San Francisco
- 1986 - Body and Soul ; The Jazz Alliance (TJA-10027)[35], (Ressorti en 2016)
- 1987 : The Birdland Dream Band ; BMG Music (6455-2-RB)[36]
- 1987 : High Voltage, Vol. 1[37]
- 1988 : High Voltage, Vol. 2[38]
- 1990 : Big Bop Nouveau (Ressorti en 2016) , Intima Records (773390-2)[39]
- 1991 : Magnitude (Ressorti comme Maynard Ferguson Sextet)[40]
- 1992 - Footpath Cafe
- 1993 - Live from London
- 1993 : The Essence of Maynard Ferguson[41]
- 1994 - These Cats Can Swing
- 1994 - Complete Roulette Recordings
- 1996 - One More Trip to Birdland
- 1996 : Verve Jazz Masters 52[42]
- 1998 - Brass Attitude
- 1999 - Big City Rhythms (avec Michael Feinstein)
- 2001 - Swingin' for Schuur (avec Diane Schuur)
- 2006 - M.F. Horn VI: Live at Ronnie's
- 2007 - Sextet 1967
- 2007 - Orchestra 1967
- 2007 - The One and Only
- 2007 - The Lost Tapes Volume One
- 2008 - The Lost Tapes Volume Two
- 2012 - Complete Cameo Recordings
- 2016 - La Prima Notte Di Quite (Réissue du 1972 Film B.O.)
- 2016 - Complete High Voltage (Réissue de the two High Voltage albums
- 2016 - The Lost Tapes Volume Three

### En tant que sideman
Avec Georgie Auld
- In the Land of Hi-Fi with Georgie Auld and His Orchestra (EmArcy, 1955)

Avec Louis Bellson
- Skin Deep (Norgran, 1953)

Avec Russ Garcia
- Four Horns and Lush Life (Japan) (Bethlehem TOCJ-62052)
- Russ Garcia and his Four Trombone Band (Fresh Sound FSR 2208)

Avec Stan Kenton
- Innovations in Modern Music (Capitol, 1950)
- Stan Kenton Presents (Capitol, 1950)
- Popular Favorites by Stan Kenton (Capitol, 1953)
- Sketches on Standards (Capitol, 1953)
- This Modern World (Capitol, 1953)
- The Kenton Era (Capitol, 1940-54, [1955])
- Kenton in Hi-Fi (Capitol, 1956)
- The Innovations Orchestra (Capitol, 1950-51 [1997])

Avec Vido Musso
- The Swingin'st (Crown, 195-)

Avec Shorty Rogers
- Cool and Crazy (RCA Victor, 1953)
- Shorty Rogers Courts the Count (RCA Victor, 1954)
- Shorty Rogers Plays Richard Rodgers (RCA Victor, 1957)

Avec Pete Rugolo
- Introducing Pete Rugulo (1953)
- Adventures In Rhythm (1954)
- Adventures In Jazz (1955)
- An Adventure In Sound: Brass (Brass In Hi-Fi) (1956)

### En tant qu'artiste invité
Avec Wayne Bergeron
- Plays Well With Others (Concord, 2007)

Avec Chicago
- Chicago 13 (Columbia, 1979)

Avec Fania All-Stars
- Spanish Fever (1978)

Avec Red Grammer
- BeBop Your Best (Red Note Records B000BGQUSY, 2005)

Avec Tito Puente
- Special Delivery Featuring Maynard Ferguson (Concord, 1996)

Avec L. Subramaniam
- Indian Express/Mani & Co (Milestone B00000GC1F, 1999)

Avec Dinah Washington
- All Stars Jam Session 2004 (Complete Dinah Washington Jam Session (Dinah Jams 1954) with previously unreleased material)

### Comme producteur d'autres artistes
- Maynard Ferguson Presents Christian Jacob (Concord, 1997)
- Maynard Ferguson Presents Tom Garling (Concord, 1997)

## Film documentaire
En 2008, une de ses filles, Lisa Ferguson, a tourné un documentaire sur sa vie : Maynard Ferguson: The Unforgettable Real Story.